# Popis ruskih federalnih subjekata po površini
Ovo je popis 88 ruskih federalnih subjekata poredanih po površini. Vrijednosti su u kilometrima četvornim. Prema ruskom popisu od 2002., ukupna površina Ruske Federacije je 17.075.400 km².
1. Jakutija: 3.103.200 km²;
2. Krasnojarski kraj: 2.339.700 km² (uključiva Evenčki i Tajmirski AO; bez njih, 710,000 km²);
3. Tjumenjska oblast: 1.435.200 km² (uključiva Hantijsko-mansijski i Jamalskonenečki AO; bez njih 161.800 km²);
4. Tajmirski autonomni okrug: 862.100 km² (uključen u uk. površini Krasnojarskog kraja);
5. Habarovski kraj: 788.600 km²;
6. Irkutska oblast: 767.900 km² (uključiva Ustordinski AO, a bez njega je 745.500 km²);
7. Evenčki autonomni okrug: 767.600 km² (uključen u uk. površini Krasnojarskog kraja);
8. Jamalskonenečki autonomni okrug: 750.300 km² (uključen u uk. površini Tjumenjske oblasti);
9. Čukotski autonomni okrug: 737.700 km²;
10. Arhangelska oblast: 587.400 km² (uključiva Nenečki AO, bez njega je 410.700 km²);
11. Hantijsko-mansijski autonomni okrug: 523.100 km² (uključen u uk. površini Tjumenjske oblasti);
12. Kamčatska oblast: 472,300 km² (uključiva Korjački AO, bez njega iznosi 170.800 km²);
13. Magadanska oblast: 461.400 km²;
14. Čitska oblast: 431.500 km² (uključiva Aginsko-burjatski AO, bez njega je 412.500 km²);
15. Komi: 415.900 km²;
16. Amurska oblast: 363.700 km²;
17. Burjatija: 351.300 km²;
18. Tomska oblast: 316.900 km²;
19. Korjački autonomni okrug: 301.500 km² (uključen u uk. površinu Kamčatske oblasti)
20. Sverdlovska oblast: 194.800 km²;
21. Novosibirska oblast: 178.200 km²;
22. Nenečki autonomni okrug: 176.700 km² (uključen u uk. površinu Arhangelske oblasti
23. Karelija: 172.400 km²;
24. Tuva: 170.500 km²;
25. Altajski kraj: 169.100 km²;
26. Primorski kraj: 165.900 km²;
27. Permski kraj: 160.600 km²;
28. Vologodska oblast: 145.700 km²;
29. Murmanska oblast: 144.900 km²;
30. Baškirija: 143.600 km²;
31. Omska oblast: 139.700 km²;
32. Orenburška oblast: 124.000 km²;
33. Kirovska oblast: 120.800 km²;
34. Volgogradska oblast: 113.900 km²;
35. Rostovska oblast: 100.800 km²;
36. Saratovska oblast: 100.200 km²;
37. Kemerovska oblast: 95.500 km²;
38. Altaj: 92.600 km²;
39. Čeljabinska oblast: 87.900 km²;
40. Sahalinska oblast: 87.100 km²;
41. Lenjingradska oblast: 84.500 km²;
42. Tverska oblast: 84.100 km²;
43. Nižnjenovgorodska oblast: 76.900 km²;
44. Kalmikija: 76.100 km²;
45. Krasnodarski kraj: 76.000 km²;
46. Kurganska oblast: 71.000 km²;
47. Tatarstan: 68.000 km²;
48. Stavropoljski kraj: 66.500 km²;
49. Hakasija 61.900 km²;
50. Kostromska oblast: 60.100 km²;
51. Novgorodska oblast: 55.300 km²;
52. Pskovska oblast: 55.300 km²;
53. Samarska oblast: 53.600 km²;
54. Voroneška oblast: 52.400 km²;
55. Dagestan 50.300 km²;
56. Smolenska oblast: 49.800 km²;
57. Moskovska oblast: 45.900 km²;
58. Astrahanska oblast: 44.100 km²;
59. Penzenska oblast: 43.200 km²;
60. Udmurtija: 42.100 km²;
61. Rjazanjska oblast :39.600 km²;
62. Uljanovska oblast: 37.300 km²;
63. Jaroslavska oblast: 36.400 km²;
64. Židovska autonomna oblast: 36.000 km²;
65. Brjanska oblast: 34.900 km²;
66. Tambovska oblast: 34.300 km²;
67. Kaluška oblast: 29.900 km²;
68. Kurska oblast: 29.800 km²;
69. Vladimirska oblast: 29.000 km²;
70. Belgorodska oblast: 27.100 km²;
71. Mordovija: 26.200 km²;
72. Tulska oblast: 25.700 km²;
73. Orelska oblast: 24.700 km²;
74. Lipecka oblast: 24.100 km²;
75. Marij El: 23.200 km²;
76. Ustordinski autonomni okrug: 22.400 km² (uključen u uk. površinu Irkutske oblasti
77. Ivanovska oblast: 21.800 km²;
78. Aginskoburjatski autonomni okrug: 19.000 km² (uključen u uk. površinu Čitske oblasti)
79. Čuvašija: 18.300 km²;
80. Čečenija: ~15.300 km² (točna površina nije poznata, budući površina Čečenske s Inguškom nije točno označena)
81. Kalinjingradska oblast: 15.100 km²;
82. Karačajevo-Čerkezija: 14.100 km²;
83. Kabardino-Balkarija: 12.500 km²;
84. Sjeverna Osetija-Alanija: 8000 km²;
85. Adigeja: 7600 km²;
86. Ingušetija: ~4000 km² (točna površina nije poznata, budući površina Čečenske s Inguškom nije točno označena)
87. Sankt-Peterburg: 1400 km²;
88. Moskva: 1091 km².